# Wilcza Głowa

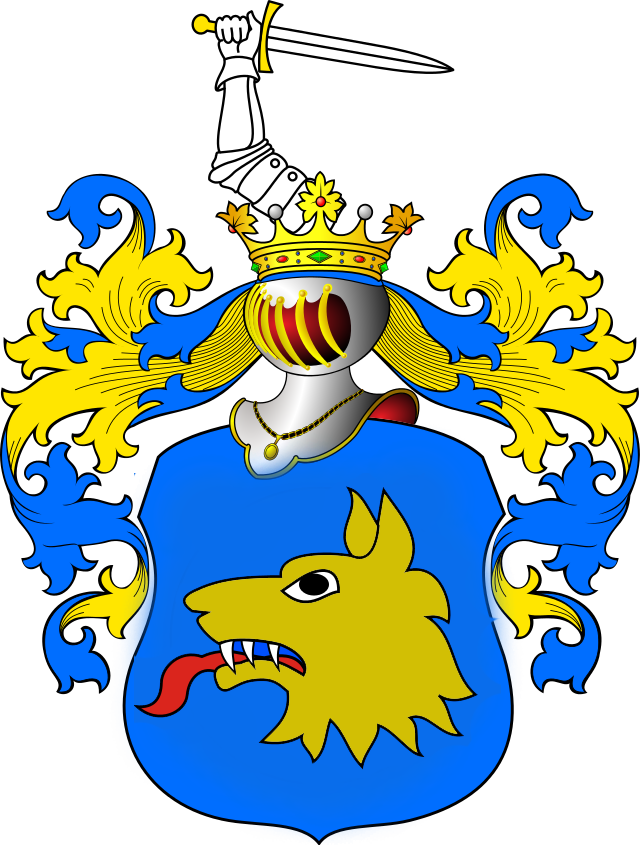
Wilcza Głowa - herb rodziny Klejna używany od 1755 roku.

Wilcza Głowa (Klejna, Kleyna, Kleyn) – herb szlachecki.

## Opis herbu
W polu niebieskim głowa wilka..

## Najwcześniejsze wzmianki
W takiej wersji herb przyznany kapitanowi dragonów Jerzemu Klejnie na sejmie czteroniedzielnym w dniu 20 lutego 1662. Syn Obersztera Lejtnanta Jerzego Klejny, Jan Ludwik Klejna, zmienił oryginalny herb na Wilcze Głowy w 1734 roku. Syn Ludwika, Franciszek, ponownie zmienił herb wracając do poprzedniej wersji.

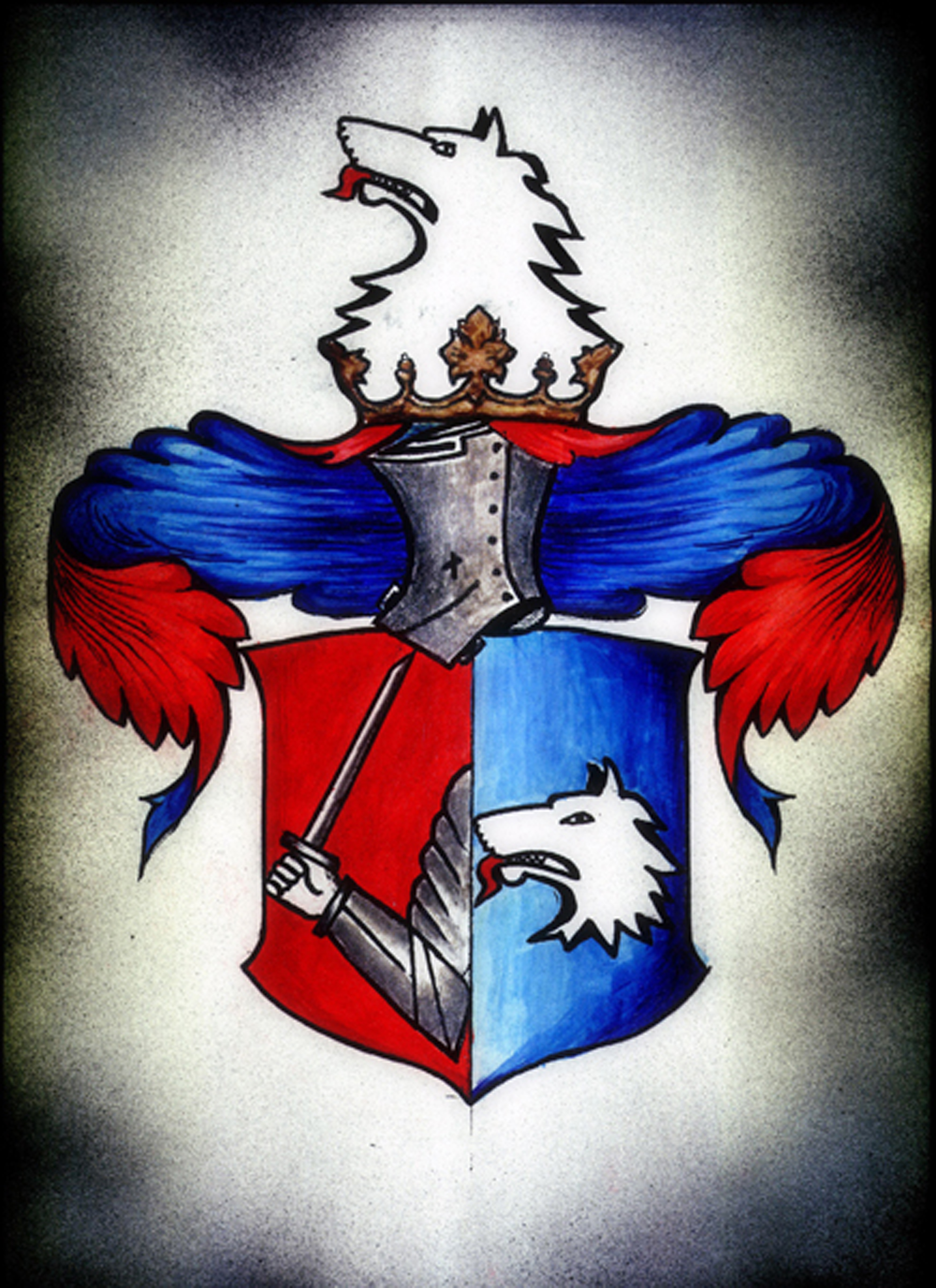
Wilcze Głowy z roku 1734.

## Herbowni
Klejna, Wilk, Wilkaniec, Wilkin.

## Znani herbowni
- Franciszek Klejna (1717-1779) – polski szlachcic, burggrabia, komisarz i pisarz subdelegata powiatu waleckiego w latach 1757-1779
- Jan Ludwik Klejna (1668 – 1749) – polski szlachcic, herbu Wilcze Głowy, major wojsk koronnych
- Jerzy Klejna (1624 – 1681) – dragon, pułkownik w zawodowej armii królów Polski